# Diazona fungia
Diazona fungia är en sjöpungsart som beskrevs av Monniot 200. Diazona fungia ingår i släktet Diazona och familjen Diazonidae. Inga underarter finns listade i Catalogue of Life.